# С оне стране моста
С оне стране моста (шп. Mas alla de la puente) мексичка је теленовела, продукцијске куће Телевиса, снимана током 1993. и 1994.
У Србији је премијерно приказана 1996. на ТВ Палма, а затим и на другим локалним телевизијама.

## Синопсис
Алисија Сандовал и Едуардо Фуентес су венчани и срећни јер очекују своје прво дете. Ово ће нагнати Офелију, Едуардову мајку, да се освети Алисији што јој је одвела сина.
Каролина и Луис Енрике су заљубљени пар и планирају венчање по завршетку школе. Чоле је срећна због брака своје кћерке Лупите са Хасинтом и узбуђена јер ће Алисија добити дете.
Са друге стране, Росалија, Хасинтова сестра, заљубљује се у Фелипеа, али раскида са њим како би се удала за Валерија, сина моћног и опасног бизнисмена.
Офелија, намерна да растави Алисију од Едуарда, склапа договор са Леонор Ривас, Алисијином докторком, како би убедила Едуарда да дете које очекује није његово. Едуардо пада у депресији и море сумњи, па проналази утеху у Сари, која је одувек била изгубљено заљубљена у њега. Алисија мисли да га је изгубила заувек…

## Улоге
| Глумац:             | Улога:            |
| ------------------- | ----------------- |
| Марија Сорте        | Алисија Сандовал  |
| Алфредо Адаме       | Едуардо Фуентес   |
| Анхелика Арагон     | Чоле              |
| Лилија Арагон       | Офелија Фуентес   |
| Кати Хурадо         | Хурада            |
| Амајрани            | Лупита            |
| Арселија Рамирез    | Каролина Сандовал |
| Фелисија Меркадо    | Сара              |
| Фернандо Колунга    | Валерио           |
| Едуардо Ривера      | Хасинто           |
| Андрес Гутијерез    | Фајо              |
| Едуардо Сантамарина | Луис Енрике       |
| Хуан Мануел Бернал  | Чинино            |
| Ерик дел Кастиљо    | Данијел Сантана   |
| Серхио Клајнер      | Адријан Бермудез  |
| Лупита Лара         | Урсула            |
| Хоел Нуњез          | Умберто           |
| Патрисија Навидад   | Росалија          |
| Хорхе Русек         | Дон Фулхенсио     |
| Омар Фијеро         | Фелипе            |
| Сусана Александер   | Леонор Ривас      |
| Мигел Корсега       | Ернан             |
| Ада Караско         | Лич               |
| Кармелита Гонзалез  | Куете             |
| Мануел Гизар        | Гузман            |
| Хавијер Марк        | др Молинеро       |
| Алехандра Мејер     | Руперта           |
| Моника Мигел        | Амаранта          |
| Рене Муњоз          | Кихано            |
| Лурдес Дешамп       | Росио             |
| Ана Берта Еспин     | гђа. Ресендиз     |
| Карлос Хирон        | Карлос            |
| Томас Горос         | Еулохио           |
| Лили Инклан         | Чичи              |
| Глорија Хордан      | Мика              |
| Раул Магана         | Ћиро              |
| Хусто Мартинез      | Гигио             |
| Армандо Паломо      | Данило            |
| Моника Прадо        | Естела            |
| Хосе Карлос Руиз    | Руиз              |
| Амара               | Силвија           |
| Сокоро Авелар       | Серафина          |
| Артуро Лорка        | Дон Томас         |
| Рафаел Базан        | Трипиља           |
| Лурдес Виљареал     | Лана              |
| Виктор Зиуз         | Ефраин            |
| Иран Кастиљо        | Иран              |